# دریک مدود
دریک مدود (به انگلیسی: Dirk Medved) بازیکن فوتبال اهل بلژیک و عضو تیم ملی فوتبال بلژیک است که در تاریخ ۱۱ سپتامبر ۱۹۹۱ میلادی اولین بازی ملی‌اش را مقابل تیم ملی فوتبال لوکزامبورگ انجام داد. او در ۲۵ بازی ملی حضور داشت و جمعاً ۲۰۰۹ دقیقه برای تیم ملی فوتبال بلژیک به میدان رفت. دریک مدود آخرین بازی ملی خود را در تاریخ ۱۱ فوریه ۱۹۹۷ میلادی در برابر تیم ملی فوتبال ایرلند شمالی انجام داد. وی در بازی‌های ملی‌اش ۱ گل به ثمر رساند.